# PopArt: The Hits
PopArt: The Hits is het derde compilatiealbum van de Pet Shop Boys.

## Beschrijving
Het album bevat alle singles uit de periode 1985-2003 die in het Verenigd Koninkrijk de Top 20 wisten te bereiken. Daarnaast bevat het album twee nieuwe nummers, die eveneens op single zijn uitgebracht. De cd's van het dubbelalbum hebben elk een eigen titel en thema. De eerste cd is getiteld Pop en bevat de nummers die door de Pet Shop Boys als echte popmuziek worden beschouwd. De tweede cd is getiteld Art. Deze bevat de meer creatieve en experimentele nummers. In tegenstelling tot het eerste compilatiealbum Discography - The complete singles collection zijn de nummers niet in chronologische volgorde opgenomen. Alle nummers op het album zijn geremasterd. Oorspronkelijk was het de bedoeling Discography 2 uit te brengen, als aanvulling op Discography - The complete singles collection, die alle singles sinds 1992 zou bevatten. Het album werd in 2003 uitgebracht op het Parlophone label van EMI. Het album bevat echter niet alleen single-versies. Zo is van het nummer Suburbia de videomix opgenomen, die langer is dan de single-versie en niet eerder op cd verscheen. Van de nummers Opportunities (let's make lots of money) en Heart zijn de albumversies opgenomen.
Het ontwerp van de hoes en de bedrukking van de cd's is gebaseerd op de punthoeden uit de videoclip van Can you forgive her? in 1993 (Pop), en het gestreepte T-shirt dat Chris droeg op enkele foto's van de fotoshoot gemaakt ten tijde van de single Suburbia in 1986 (Art). Naast het album werd ook een clipcompilatie uitgebracht getiteld PopArt - The Videos.
Oorspronkelijk was het de bedoeling Discography 2 uit te brengen, als aanvulling op Discography - The complete singles collection, die alle singles sinds 1992 zou bevatten. Uiteindelijk werd besloten alle singles opnieuw uit te brengen, in geremasterde vorm. Discography zou uit de handel verdwijnen, maar is vandaag de dag nog in vele platenzaken te vinden.
In de Verenigde Staten verscheen het album pas in 2006, uitgebracht door EMI. Het contract met EMI in de Verenigde Staten liep in 1995 af, en alle uitgaven daarna werden door andere platenmaatschappijen uitgebracht. Het kostte dan ook behoorlijk wat moeite om alle rechten geregeld te krijgen, wat de vertraging verklaart. Het bleek een eenmalige "reünie" met EMI, de albums erna werden weer door andere maatschappijen uitgebracht. De Amerikaanse versie van het album wijkt op een aantal punten af van de versies die in de rest van de wereld verschenen.

## Tracks

### Cd 1: Pop
1. Go west (05:03)
2. Suburbia (video mix) (05:10)
3. Se a vida é (That's the way life is) (03:59)
4. What have I done to deserve this? (met Dusty Springfield) (04:18)
5. Always on my mind (04:00)
6. I wouldn't normally do this kind of thing (04:44)
7. Home and dry (03:58)
8. Heart (album version) (03:57)
9. Miracles (03:54)
10. Love comes quickly (04:17)
11. It's a sin (04:59)
12. Domino dancing (04:17)
13. Before (Pet Shop Boys) (04:05)
14. New York City boy (03:20)
15. It's alright (04:19)
16. Where the streets have no name (I can't take my eyes off you) (04:29)
17. A red letter day (04:32)

### Cd 2: Art
1. Left to my own devices (04:47)
2. I don't know what you want but I can't give it anymore (04:23)
3. Flamboyant (03:50)
4. Being boring (04:50)
5. Can you forgive her? (03:52)
6. West End Girls (04:03)
7. I get along (04:10)
8. So hard (03:58)
9. Rent (03:33)
10. Jealousy (04:15)
11. DJ culture (04:20)
12. You only tell me you love me when you're drunk (03:12)
13. Liberation (04:05)
14. Paninaro '95 (04:09)
15. Opportunities (let's make lots of money) (03:44)
16. Yesterday, when I was mad (04:00)
17. Single-Bilingual (03:29)
18. Somewhere (04:42)

## Singles
Van het album werden de volgende singles uitgebracht:
- Miracles (17 november 2003)
- Flamboyant (29 maart 2004)

## Speciale uitgave
Een beperkte oplage van het album was verkrijgbaar in een speciale box met drie cd's. De derde cd bevatte uitsluitend remixen. Tracks:
1. Can you forgive her? (Rollo-remix) (06:00)
2. So hard (David Morales Red Zone-mix) (07:42)
3. What have I done to deserve this? (Shep Pettibone-remix) (08:08)
4. West End girls (Sasha-mix) (07:45)
5. Miserablism (Moby Electro-mix) (05:35)
6. Before (Danny Tenaglia Classic Paradise-mix) (07:56)
7. I don't know what you want but I can't give it anymore (Peter Rauhoffer New York-mix) (10:26)
8. New York City boy (Lange-mix) (07:04)
9. Young Offender (Jam & Spoon Trip-o-matic Fairy Tale-mix) (07:18)
10. Love comes quickly (Blank & Jones-mix) (05:00)

## Heruitgave
Op 29 oktober 2007 werd het album opnieuw uitgebracht, in een digipack bestaande uit de twee cd's van de reguliere uitgave, en de dvd met alle videoclips, die eerder separaat werd uitgebracht als PopArt - The Videos.